# A Gaiola Dourada
A Gaiola Dourada (título original em francês: La cage dorée) é um filme franco-português de comédia, escrito e realizado pelo luso-francês Ruben Alves, que retrata a comunidade de emigrantes portugueses radicados em França.
O filme estreou em França a 24 de abril de 2013, tendo estado 22 semanas em exibição e alcançado os 1 228 950 espectadores. Já em Portugal foi estreado no dia 1 de agosto de 2013, tendo alcançado a posição de filme mais visto do ano com 755 227 espectadores e 3 881 917,07 € de receita bruta.

## Sinopse
Maria e José Ribeiro são um casal de emigrantes portugueses que vivem há mais de 30 anos, em França, na sua casa de porteira de um prédio situado num luxuoso bairro em Paris.
Maria é a porteira e José, seu marido, é um trabalhador da construção civil. São um casal acarinhado pelos franceses, devido à honestidade, simplicidade e humildade mas também porque nunca se recusaram a ajudar quem lhes pedisse ajuda.
Certo dia, José recebe a notícia de que irá ser herdeiro de uma grande herança do seu irmão que vivia em Portugal e a vida daquele pacato casal transforma-se radicalmente: é a grande oportunidade de regressarem ao país de origem, sonho a que há muito aspiravam.
Mas há um grande entrave: a família Ribeiro tornou-se imprescindível para todos, mas em especial para os patrões que não pretendem o seu regresso a Portugal, tal como a restante família, e todos decidem arranjar um plano à sua maneira. Então há uma grande reviravolta na vida daquele casal e surgem cada vez mais dúvidas e incertezas... e aqui é que a história começa a formar-se.

## Elenco
- Rita Blanco : Maria Ribeiro
- Joaquim de Almeida : José Ribeiro
- Barbara Cabrita : Paula Ribeiro
- Lannick Gautry : Charles Caillaux
- Roland Giraud : Francis Caillaux
- Chantal Lauby : Solange Caillaux
- Maria Vieira : Rosa
- Jacqueline Corado : Lurdes
- Jean-Pierre Martins : Carlos
- Nicole Croisille : Senhora Reichert
- Alex Alves Pereira : Pedro Ribeiro
- Alice Isaaz : Cassiopée
- Yann Roussel : Senhor Zu
- Oliver Rosemberg : o carteiro
- Ruben Alves : Miguel, comediante e ex-namorado de Paula
- Louis Duneton : o amigo de Pedro e de Cassiopée
- Patrice Melennec : o promotor
- Catarina Wallenstein : a fadista
- Pauleta : ele próprio

## Lançamento nos cinemas

### Em França e outros países
Em França, o filme foi exibido ao público pela primeira vez, a 24 de abril de 2013, tendo tido uma grande afluência logo na primeira semana, com perto de mil espectadores por sala, o que representaria em média, 40 mil espectadores por dia. Foi elogiado pela crítica francesa que considerou como "humano, sensível, irónico e sem pretensão" e um crítico francês considerou que poderá transformar-se "na comédia do ano".
Na antestreia, no Gaumont Marignan, em Paris, surgiram várias porteiras portuguesa, emigrantes em França, para ver o filme tendo uma delas sido entrevistada pelo jornal francês Le Figaro, expressando a sua felicidade pois era a primeira vez que alguém as retratava.
O sucesso foi notável, ficando apenas ultrapassado pelo filme de produção americana Iron Man 3, disputando o segundo lugar com o filme "A Espuma dos dias" de Boris Vian, rendendo mais de 7,8 milhões de euros em receitas de bilheteira. O sucesso de bilheteira em França motivou o cartunista KK a fazer um cartoon com a comparação entre o Iron Man e Iron Woman (que era a Maria) ilustrando com o título "Box-office: "La Cage Dorée" tient tête à "Iron Man 3".
O filme foi alvo de inúmeras notícias sendo inclusive capa de jornais como o "20 Minutes". e o "Le Parisien" Segundo a atriz, Maria Vieira, que participa no filme, confessou estar constantemente a ser abordada e que, em França, era dos filmes mais vistos nos últimos 10 anos.
Na Suíça o filme, também teve sucesso e foi visto por mais de 32 mil espectadores gerando receita no valor de 377 mil euros.
Tanto na Bélgica como no Luxemburgo foram vistos por cerca 30 mil pessoas, o que representa, receita de 223 mil euros em bilheteira, de acordo com dados de 24 de agosto de 2013.

### Em Portugal
Em Portugal, já se antevia o sucesso, tal como nos países onde foi exibido o filme. É considerado pelos meios de comunicação uma verdadeira homenagem aos emigrantes portugueses em França e era um dos filmes mais agradados pelos portugueses. Uma semana após a estreia, já era o filme mais visto e com receitas superiores a 500 mil euros e já contava com 100.000 espectadores.
O filme teve grande grande cobertura em todos os meios de comunicação social, desde jornais à televisão, com inúmeras críticas positivas mesmo antes da estreia em Portugal. Até chegou sob forma de ironia, em críticas e opiniões, em alguns jornais, comparando a economia em Portugal e na Europa. Mesmo antes de completar um mês de estreia, já o filme tinha sido visto por mais de 360 mil espectadores e era considerado o 2º filme mais visto do ano, com um sucesso de bilheteira nos cinemas portugueses.
Em setembro de 2013, tornou-se no filme mais visto de 2013 e a obra cinematográfica portuguesa mais vista de sempre em Portugal, tendo sido visto por 438 448 pessoas desde 1 de agosto até início de setembro. No final de setembro, com 649 560 espectadores, tornou-se no 12º filme mais visto em Portugal, desde 2004. No final de outubro apresenta perto de 735 mil espectadores e uma receita bruta acumulada de 3,778 milhões de euros, segundo dados do Instituto do Cinema e Audiovisual.
O filme terminou o ano de 2013 com  755 mil espectadores, o que o tornou o filme mais visto em Portugal desde que Avatar estreou.

### Países a estrear
O Brasil e a Austrália serão os próximos países a ser exibido a "Gaiola Dourada". No Brasil deverá estrear entre outubro e novembro.
O filme foi recebido com sala cheia e aplausos pelo público da 37.ª Mostra de Cinema de São Paulo, na sua primeira exibição na cidade, em 24 de outubro de 2013.
O filme, que será exibido mais duas vezes durante a mostra, estreará no circuito comercial brasileiro no dia 10 de Janeiro de 2014, em São Paulo e no Rio de Janeiro. Irá ser exibido em março ou abril de 2014 no Museu de Arte Moderna (MoMa) de Nova Iorque.

## Lançamento em Televisão
A estreia em televisão do filme ocorreu no dia 15 de Agosto de 2015 na SIC e mais tarde, a 26 de Dezembro do mesmo ano, foi exibido, mais uma vez, pela SIC.

## Remakeinternacional
Segundo The Hollywood Reporter pode existir a possibilidade de uma versão adaptada à comunidade latina residente nos Estados Unidos, tal como já aconteceu com outros filmes franceses como o Bienvenue chez les Ch'tis. O realizador Ruben Alves já veio afirmar que estava em negociações com a produtora norte-americana.

## Prémios e nomeações
2013
- Séléction Officielle Compétition Festival de l'Alpe d'Huez de 2013 (Prémio do Público, Prémio de Interpretação Feminina)
- Prémios do Cinema Europeu - nomeado na categoria Prémio do Público[31]
- Nomeado para os César na categoria de melhor primeira obra.[32]